# 使用者帳戶控制

Windows 10 中的用户帐户控制

使用者帳戶控制（英語：User Account Control，縮寫：UAC）为Windows Vista中所推出的安全技術之一，其主要特点在于通過限制應用軟件对系统层级的访问，从而改進Windows作業系統的安全性。雖然此類機能一直遭到部分用戶的批評，但后续的Windows作業系統仍保留此類機能。在後續的Windows 7中，微軟公司保留並改進了此項機能（如：自定義UAC的安全等级）。

## 概要
在Windows XP、Windows Server 2003及之前的操作系统中，若想修改系统设置、修改系统文件或进行其他一系列需要管理员权限的操作，都必须使用管理员账户登录。普通用户没有任何手段转换权限。
以“计算机管理员”（Administrators）账户登入系统的用户会拥有绝大多数权力，可以自由安装和移除所有软件、文件及系统服务。但由于管理员账户权限极大，容易导致间谍软件、惡意軟體侵入系统，为此操作系统也容许用户以权限受限制的“受限的用户”（Users）身份进行日常操作，降低恶意程序危害系统的风险，提供安全性。然而“受限的用户”的权限限制较为严苛，无法进行许多系统设定和软件安装，对用户造成许多困扰而不得不使用“系统管理员”身份进行日常操作。
在Windows 2000中，添加了运行在命令提示符中的“runas.exe”，只要提供用户名和密码，就可以使用其他用户的身份运行指定程序。其后的在Windows XP和Windows Server 2003中，更是可以直接右键点击目标程序，然后点击“运行方式”以达到上述目的。但是使用这种方法转变权限仅限于单个程序。虽然这种“改变权限”方式较为机械、且其用途极其有限，但它可以被视为日后用户账户控制的雏形。
进入Windows Vista时代之后，为了在“系统管理员”和“标准使用者”两者之间的操作权限及安全性上取得平衡，因此出现了使用者帳戶控制（UAC）功能，主要目的是在弹性管理和保护系统安全上发挥制衡作用。相对于Windows XP中没有很多权利的“标准使用者”身份模式，Windows Vista的UAC功能适当调整了“标准使用者”的权限，将部分管理权下放，容许标准使用者建立VPN、变更电源管理、安装重要系统更新等。同时，UAC引进了几项群组原则设定，让“标准使用者”能安装“系统管理员”核准的各种装置，如打印机驱动程序等，和从“系统管理员”许可的网站上安装ActiveX控件等。
當使用者的某些動作可能會影響系統的安全及穩定性時，例如变更系统设置、运行未经微软认证的程序等，UAC便會彈出提示视窗，在執行前要求提供管理員的帳戶及密碼，且該對話框之外的螢幕其他部分都會變暗，让用戶不能進行其他操作（自Windows 7开始用户可以自行决定屏幕是否变暗）。如果用戶的群組是「系統管理員」，則只需在弹出的對話框中選擇「允許」或「不允許」，如果用戶的群組是「標準使用者」，則需請求管理員的授權及密碼。UAC会根据四个层面触发相应的提示视窗：UAC首先会拦截高危险性的程序及政策不容许的活动；如果该程序或活动并不违反政策或不属于高危險性，UAC会首先衡量是否由Windows Vista发行的程序，如果答案是否定的，UAC继而会判断该程序是否来自获微软认证的合法发行者；如果UAC最终无法判断程序来源，就会让用户谨慎决定是否允许程序运行。
透過啟動前先確認這些動作，UAC可協助防止惡意軟體與間諜軟體未經授權就進行安裝或變更電腦。正因如此，在Windows系統中，此功能預設為開啟。

## 觸發條件
UAC需要授權的動作包括：
- 以管理员身份运行程序
- 配置Windows Update
- 增加或刪除用戶帳戶
- 改變用戶的帳戶類型
- 配置來賓（Guest）帳戶（Windows 7和8.1）
- 改變UAC設定
- 安裝ActiveX
- 安裝或移除程式
- 安裝裝置驅動程式
- 設定家長監護
- 修改系统盘根目录、Program Files（x86和x64）目录或Windows目录
- 查看其他用戶資料夾
- 配置文件共享或流媒體
- 配置家長控制面板
- 運行Microsoft Management Console控制台和以.msc為後綴名程序（部分.mmc程序除外）
- 運行系統還原程序
- 運行磁盤碎片整理程序
- 運行註冊表編輯器或修改注册表
- 安裝或卸載顯示語言（Windows 7）
- 運行Windows評估程序
- 配置Windows電源程序
- 配置Windows功能
- 運行日期和時間控制台
- 配置輕鬆訪問
- 激活、修改产品密钥

基本上，只要有涉及到存取系統磁碟的根目錄（例如C:\），存取Windows目錄，Windows系統目錄，Program Files目錄，存取Windows安全資訊以及讀寫系統注册表（Registry）的程式存取動作，都會需要通過UAC的認證。

## 批評
雖然UAC可提高系統的安全性，但亦受到不少的批評，例如每次安裝應用程式或變更設定都會彈出對話框，帶來了很多不便。有部分用戶會避免麻煩而彻底關閉UAC功能。也有些用戶在UAC的對話框彈出後看也不看一眼就直接按「允許」（或因提示内容过于专业，用户难以知晓其用意），使其失去了實際作用。

## 启用或禁用
对于Windows Vista，用戶可在控制面板中的「使用者帳戶」選擇「開啟或關閉使用者帳戶控制」中剔選是否開啟。之後，用戶需重新開機才會變更設定值。一經選擇關閉，Windows資訊安全中心會提醒用戶。
对于Windows 7及以上版本的Windows，用户账户控制已经不能实质性地关闭。但是划定了4个不同的安全等级。调至第四级时，用户账户控制将不再发出任何提醒，并默认以管理员权限运行程序。但是如果用户账户控制认为程序有高危险性，则仍然阻止程序运行。调整等级后无需重新启动操作系统。
内置管理员账户（Administrator账户）一般不受影响，除非在组策略中禁用相关项目。

## 歷史

### Windows Vista
用户账户控制于Windows Vista被首次推广。此时的用户账户控制不能调整等级，但可以被关闭。其严格程度相当于Windows 7的“第一级”，即对所有改变系统设置的行为进行提醒。

### Windows 7
Windows 7用户允許可根據自身需求調整UAC的安全等级。系统为用户劃定了4个不同的安全等级。
用户在选择较低级别的安全等级，UAC控制台会提醒用户該等級為“不推荐”等級。
- 第一级（最高等级）：相当于Windows Vista中的UAC，即对所有改变系统设置的行为进行提醒
- 第二级（默认）：只有当程序试图改变系统设置时才会弹出UAC提示，用户改变系统设置时不会弹出提示
- 第三级：与第二级基本相同，但不使用安全桌面
- 第四级：从不提示（相当于关闭UAC）

### Windows 8 及 8.1
- 改變以往的UAC界面，針對不同情況反白顏色以警告使用者。

### Windows 10
- 延用Windows 8和 8.1作業系統的UAC界面佈局，並添加Modern UI 外觀。
- 變更UAC圖標
- 支持Windows Hello

### Windows 11
- 將桌面背景亮度調暗，屏幕中央出現界面
- 沿用Windows 10新版的視窗設計，視窗顔色自淺色主題與深色主題而有所差距
- 支持Windows Hello

## 請參看
- Windows Vista
- Windows 7
- Windows 8

## 外部連結
- Windows Vista說明： 什麼是使用者帳戶控制？ （页面存档备份，存于）（中文）
- 什么是用户帐户控制？
- 什么是用户帐户控制设置？
- 微軟：我們知道用戶討厭UAC （页面存档备份，存于）（简体中文）
- 關閉UAC示範 （页面存档备份，存于）（英文）